# Élections législatives algériennes de 2017
Les élections législatives algériennes de 2017 se tiennent le 4 mai 2017 afin d'élire les 462 députés de la septième législature de l'Assemblée populaire nationale (APN) pour un mandat de cinq ans.

## Contexte
Le contexte social en Algérie est tendu : la population rencontre des difficultés rencontrées par la dépendance aux hydrocarbures qui représente 60 % du budget de l'État ainsi que la chute du baril de pétrole. L'élection se déroule dans une ambiance de fin de règne puisque le président algérien Abdelaziz Bouteflika est gravement malade.

## Système électoral

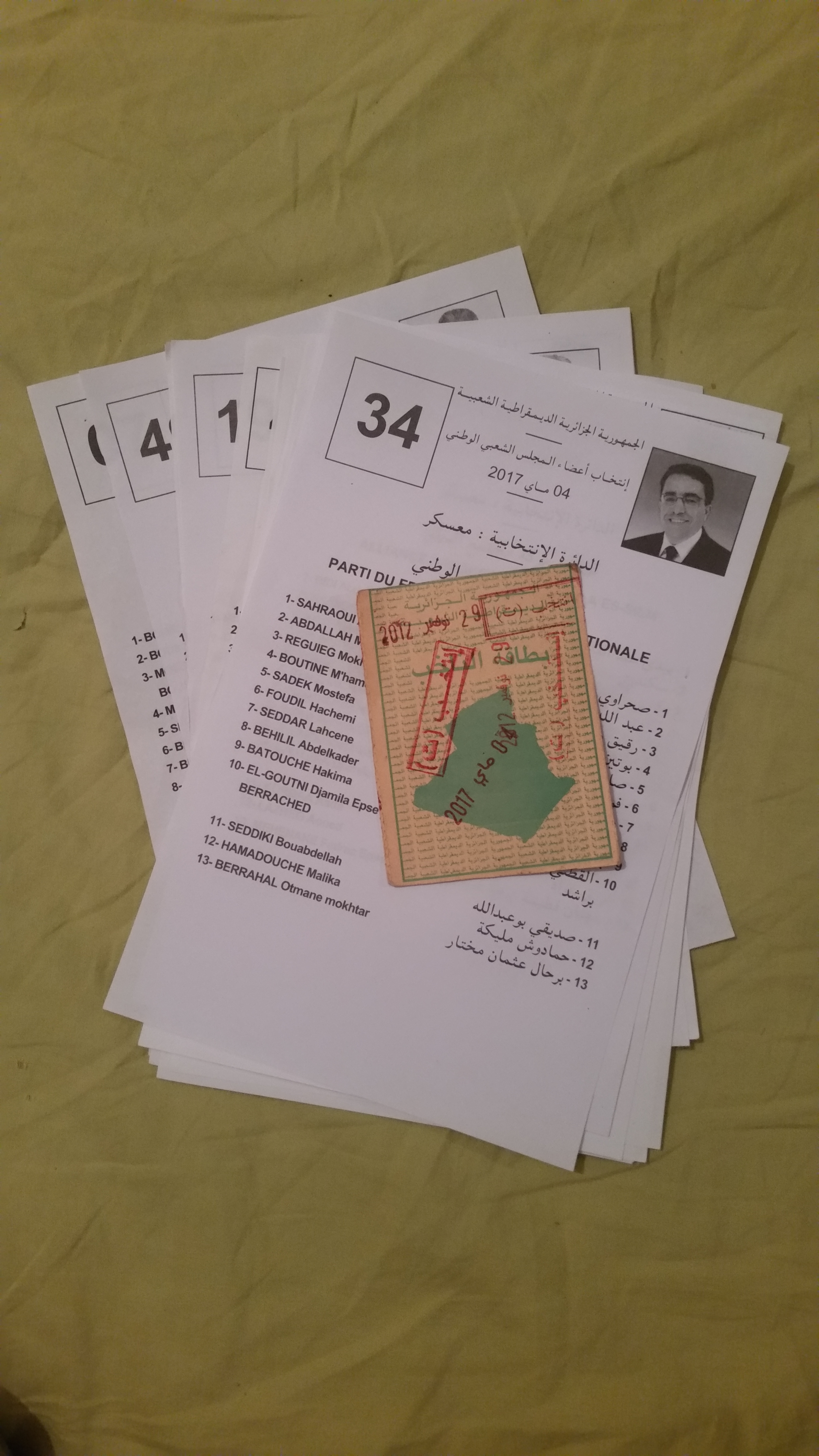
Une carte électorale posée sur des listes de candidats.

L'assemblée est composée de 462 sièges répartis à la proportionnelle dans 48 circonscriptions plurinominales correspondants aux wilayas (préfectures) de l'Algérie. Chaque circonscription se voit attribuer un nombre de sièges en fonction de sa population : un siège par tranche de 80 000 habitants, plus un siège pour une éventuelle tranche restante de 40 000 habitants, avec un minimum de quatre sièges par circonscriptions.
La répartition des sièges aux différents partis dans chaque circonscription après comptage des voix se fait à la proportionnelle selon la méthode dite « du plus fort reste »

## Forces en présence
938 listes se présentent au vote des 23 251 503 inscrits dans 53 124 bureaux de vote. 54 partis politiques sont en lice pour le scrutin tout comme 163 listes indépendantes[réf. nécessaire]
| Parti | Parti | Logo | Idéologie                                                                                           | Chef de file        | Résultats en 2012            |
| ----- | --- | ---- | --------------------------------------------------------------------------------------------------- | ------------------- | ---------------------------- |
|       | Front de libération nationale جبهة التحرير الوطني Tirni n Weslelli Aɣelnaw                                 |      | Centre gauche Social-démocratie, Social-libéralisme, Troisième voie, Nationalisme algérien          | Djamel Ould Abbes   | 14,18 % des voix 221 députés |
|       | Rassemblement national démocratique التجمع الوطني الديمقراطي Agraw aɣelnaw amagday                         |      | Centre droit Libéral-conservatisme, Nationalisme algérien                                           | Ahmed Ouyahia       | 5,61 % des voix 70 députés   |
|       | Rassemblement de l'espoir de l'Algérie تجمع أمل الجزائر Agraw n Lamal n Lezzayer                           |      | Droite Nationalisme                                                                                 | Amar Ghoul          | 0 % des voix 0 députés       |
|       | Front des forces socialistes جبهة القوى الاشتراكية Tirni n Iɣallen Inelmayen                               |      | Gauche Social-démocratie                                                                            | Abdelmalek Bouchafa | 2,02 % des voix 26 députés   |
|       | Mouvement de la société pour la paix حماس الجزائر Ḥamas                                                    |      | Droite Islamisme, Conservatisme social                                                              | Abderrazak Makri    | 0 % des voix 0 députés       |
|       | Front El Moustakbal جبهة المستقبل Tirni n Lmusteqbel                                                       |      | Centre Nationalisme                                                                                 | Abdelaziz Belaïd    | 1.87 % des voix 2 députés    |
|       | Parti des travailleurs حزب العمال Akabar n Yixeddamen                                                      |      | Gauche radicale Internationalisme, Marxisme, Trotskisme, Socialisme, Communisme, Féminisme          | Louisa Hanoune      | 3,04 % des voix 24 députés   |
|       | Rassemblement pour la culture et la démocratie التجمع من اجل الثقافة و الديمقراطية Agraw n Yidles d Tugdet |      | Centre gauche Social-libéralisme, Social-démocratie, Berbérisme, Algérianisme, Sécularisme, Laïcité | Mohcine Belabbas    | 0 % des voix 0 députés       |
|       | Mouvement populaire algérien الحركة الشعبية الجزائرية Amusu agdudan adzayri                                |      | Centre gauche Social-démocratie, Laïcisme                                                           | Amara Benyounès     | 1,77 % des voix 6 députés    |

## Polémique
Sur certaines affiches électorales dans des parties rurales de l'Algérie, les visages de femmes candidates (et pas seulement pour les partis islamistes) sont remplacés par des avatars de tête sans visage (voilés ou non), ce qui déclenche une polémique nationale. Le Front des forces socialistes condamne cette action « au nom de son engagement en faveur de l'égalité des femmes et des hommes » alors que l'avocate Nadia Aït Zaï, directrice du Centre d'information et de documentation sur les droits de l’enfant et de la femme, note que « masquer son visage est contraire à tous les principes constitutionnels ». Au nom de ce dernier argument, un délégué de la Haute instance indépendante de surveillance des élections saisit les têtes de liste concernées afin de leur donner un délai de 48 heures pour modifier les affiches, décision critiquée par des partis islamistes et nationalistes. Le président de la Haute instance désavoue finalement son délégué et tranche en affirmant que ne pas afficher son visage est « conforme aux mœurs et aux traditions algériennes »,.

## Résultats
|                           |                                                       |            |       |        |               |  |  |  |  |
| Partis                    | Partis                                                | Voix       | %     | Sièges | +/-           |  |  |  |  |
|                           | Front de libération nationale (FLN)                   | 1 681 321  | 25,99 | 161    | 60            |  |  |  |  |
|                           | Rassemblement national démocratique (RND)             | 964 560    | 14,91 | 100    | 29            |  |  |  |  |
|                           | Alliance HMS (MSP)                                    | 393 632    | 6,09  | 34     | 34            |  |  |  |  |
|                           | Rassemblement de l'espoir de l'Algérie (TAJ)          | 270 112    | 4,18  | 20     | 20            |  |  |  |  |
|                           | Front El Moustabkel (FM)                              | 265 564    | 4,11  | 14     | 12            |  |  |  |  |
|                           | Mouvement populaire algérien (MPA)                    | 241 087    | 3,73  | 13     | 7             |  |  |  |  |
|                           | Alliance Ennahda-Adala-Bina                           | 239 148    | 3,70  | 15     | 15            |  |  |  |  |
|                           | Parti des travailleurs (PT)                           | 191 965    | 2,97  | 11     | 14            |  |  |  |  |
|                           | Front des forces socialistes (FFS)                    | 152 489    | 2,36  | 14     | 12            |  |  |  |  |
|                           | Alliance nationale républicaine (ANR)                 | 121 156    | 1,87  | 6      | 3             |  |  |  |  |
|                           | Parti de la liberté et de la justice                  | 88 418     | 1,37  | 2      | 5             |  |  |  |  |
|                           | El Fadjr El Djadid (PFJ)                              | 82 993     | 1,28  | 1      | 1             |  |  |  |  |
|                           | El-Karama                                             | 81 180     | 1,26  | 3      | 2             |  |  |  |  |
|                           | Mouvement pour la réforme nationale                   | 77 290     | 1,19  | 1      | 1             |  |  |  |  |
|                           | Alliance El-Feth                                      | 69 063     | 1,07  | 1      | 1             |  |  |  |  |
|                           | Rassemblement pour la culture et la démocratie (RCD)  | 65 841     | 1,02  | 9      | 9             |  |  |  |  |
|                           | Front national pour la justice sociale                | 63 827     | 0,99  | 1      | 2             |  |  |  |  |
|                           | Parti des jeunes                                      | 63 682     | 0,98  | 2      | en stagnation |  |  |  |  |
|                           | Mouvement de l'entente nationale                      | 51 960     | 0,80  | 4      | 4             |  |  |  |  |
|                           | Front de l’Algérie nouvelle                           | 49 413     | 0,76  | 1      | 1             |  |  |  |  |
|                           | Liste indépendante el-Wihda                           | 42 757     | 0,66  | 3      | 3             |  |  |  |  |
|                           | Ahd 54                                                | 42 160     | 0,65  | 2      | 1             |  |  |  |  |
|                           | Rassemblement patriotique républicain                 | 40 645     | 0,63  | 2      | 2             |  |  |  |  |
|                           | Mouvement el-Infitah                                  | 38 061     | 0,59  | 1      | 1             |  |  |  |  |
|                           | Front militantisme national                           | 34 695     | 0,54  | 2      | 2             |  |  |  |  |
|                           | Union des forces démocratiques et sociales            | 33 372     | 0,52  | 1      | 1             |  |  |  |  |
|                           | Front national pour les libertés                      | 31 976     | 0,49  | 1      | 1             |  |  |  |  |
|                           | Front démocratique libre                              | 28 790     | 0,45  | 2      | 2             |  |  |  |  |
|                           | Parti national pour la solidarité et le développement | 28 617     | 0,44  | 2      | en stagnation |  |  |  |  |
|                           | Parti du renouveau algérien (PRA)                     | 24 584     | 0,38  | 1      | 1             |  |  |  |  |
|                           | Union pour le rassemblement national                  | 17 577     | 0,27  | 1      | 1             |  |  |  |  |
|                           | Ettaouasol                                            | 16 334     | 0,25  | 1      | 1             |  |  |  |  |
|                           | Union nationale pour le développement                 | 15 037     | 0,23  | 1      | 1             |  |  |  |  |
|                           | El-Hillal                                             | 14 582     | 0,22  | 1      | 1             |  |  |  |  |
|                           | Mouvement national des travailleurs algériens         | 14 369     | 0,22  | 1      | 1             |  |  |  |  |
|                           | Mouvement des citoyens libres                         | 14 085     | 0,22  | 1      | 1             |  |  |  |  |
|                           | Parti de l’équité et de la proclamation               | 13 400     | 0,21  | 1      | 1             |  |  |  |  |
|                           | Espoir et travail                                     | 12 803     | 0,20  | 1      | 1             |  |  |  |  |
|                           | Nidaa el-Awfiaa                                       | 12 224     | 0,19  | 1      | 1             |  |  |  |  |
|                           | El Wafa wa Tawassol                                   | 12 170     | 0,19  | 1      | 1             |  |  |  |  |
|                           | El Wihda oua Ettadaoul                                | 10 771     | 0,17  | 1      | 1             |  |  |  |  |
|                           | El Wafa                                               | 10 561     | 0,16  | 1      | 1             |  |  |  |  |
|                           | La Voix du peuple                                     | 9 831      | 0,15  | 1      | 1             |  |  |  |  |
|                           | Abnaa echaab                                          | 9 427      | 0,15  | 1      | 1             |  |  |  |  |
|                           | El-Ouancharisse                                       | 9 046      | 0,14  | 2      | 2             |  |  |  |  |
|                           | Ennadjah                                              | 9 019      | 0,14  | 1      | 1             |  |  |  |  |
|                           | El-Badr                                               | 8 901      | 0,14  | 1      | 1             |  |  |  |  |
|                           | El-Aoubadara                                          | 8 662      | 0,13  | 1      | 1             |  |  |  |  |
|                           | El-Amel                                               | 8 388      | 0,13  | 1      | 1             |  |  |  |  |
|                           | Al kafaa wal masdakia                                 | 7 856      | 0,12  | 1      | 1             |  |  |  |  |
|                           | Ksar el-Kadim                                         | 7 149      | 0,11  | 1      | 1             |  |  |  |  |
|                           | Sawt el-Chaab                                         | 6 652      | 0,10  | 1      | 1             |  |  |  |  |
|                           | Liste indépendante izewran                            | 6 402      | 0,10  | 1      | 1             |  |  |  |  |
|                           | El-Amel                                               | 6 361      | 0,10  | 1      | 1             |  |  |  |  |
|                           | Liste indépendante alternative citoyenne              | 5 977      | 0,09  | 1      | 1             |  |  |  |  |
|                           | Eddarrouri                                            | 5 675      | 0,09  | 1      | 1             |  |  |  |  |
|                           | Forsane ouargla                                       | 5 414      | 0,08  | 1      | 1             |  |  |  |  |
|                           | Ennoor                                                | 4 549      | 0,07  | 1      | 1             |  |  |  |  |
|                           | Initiative citoyenne                                  | 4 309      | 0,07  | 1      | 1             |  |  |  |  |
|                           | Front national algérien (FNA)                         | 693 964    | 10,72 | 1      | 8             |  |  |  |  |
|                           | Autres partis                                         | 693 964    | 10,72 | 0      | 7             |  |  |  |  |
|                           | Indépendants                                          | 693 964    | 10,72 | 28     | 10            |  |  |  |  |
|                           |                                                       |            |       |        |               |  |  |  |  |
| Suffrages exprimés        | Suffrages exprimés                                    | 6 468 180  | 78,6  |        |               |  |  |  |  |
| Votes blancs et invalides | Votes blancs et invalides                             | 1 757 043  | 22,4  |        |               |  |  |  |  |
| Total                     | Total                                                 | 8 225 223  | 100   | 462    | en stagnation |  |  |  |  |
| Abstentions               | Abstentions                                           | 15 026 280 | 64,63 |        |               |  |  |  |  |
| Inscrits / participation  | Inscrits / participation                              | 23 251 503 | 35,37 |        |               |  |  |  |  |

### Parité par parti
| Partis | Partis                                         | Sièges | Dont hommes | Dont femmes |  |
| ------ | ---------------------------------------------- | ------ | ----------- | ----------- |  |
|        | Front de libération nationale                  | 161    |             |             |  |
|        | Rassemblement national démocratique            | 100    | 64          | 32          |  |
|        | Mouvement de la société pour la paix           | 34     |             |             |  |
|        | TAJ                                            | 20     |             |             |  |
|        | Front El Moustakbal                            | 14     | 12          | 2           |  |
|        | Front des forces socialistes                   | 14     | 11          | 3           |  |
|        | Mouvement populaire algérien                   | 13     | 10          | 3           |  |
|        | Parti des travailleurs                         | 11     | 9           | 3           |  |
|        | Rassemblement pour la culture et la démocratie | 9      | 6           | 3           |  |
|        | Indépendants                                   | 28     | 22          | 6           |  |
|        | Autres                                         | 61     |             |             |  |
|        |                                                |        |             |             |  |
| Total  | Total                                          | 462    | 350         | 112         |  |

## Analyse
Les élections ont été caractérisées par un faible taux de participation de 35,37 %, encore inférieur aux législatives de 2012 (43%). Il voit la reconduite de la coalition au pouvoir, une alliance entre le Front de libération nationale (FLN) et le Rassemblement national pour la démocratie (RND), qui conserve la majorité absolue des sièges à l’Assemblée nationale populaire, malgré un net recul du FLN.
Le FLN, après recours du Conseil constitutionnel, perd trois sièges. Ceux-ci reviennent au MSP, au TAJ, et au FNA à raison d'un siège chacun.

## Suites
En septembre 2020, l'ancien député du FLN  Baha Eddine Tliba révèle la corruption liée à la vente de postes de députés lors de ces élections ; Djamel Ould Abbes, à l'époque secrétaire général du FLN, indique que les listes ont été élaborées par Abdelmalek Sellal (à l'époque Premier ministre), Noureddine Bedoui (à l'époque ministre de l'Intérieur) et Tayeb Louh (à l'époque ministre de la Justice).
À la suite de ces révélations, le Front des forces socialistes, le Rassemblement pour la culture et la démocratie, le Parti des travailleurs, le Mouvement de la société pour la paix, El Adala et la Ligue algérienne pour la défense des droits de l'homme demandent la dissolution de l'Assemblée.